# Dietmar Rompel
Dietmar „Atze“ Rompel (* 2. Februar 1962 in Limburg) ist ein ehemaliger deutscher Fußballspieler und heutiger Trainer.

## Karriere als Spieler
Dietmar Rompel wechselte als Jugendlicher von seinem Limburger Heimatclub nach Frankfurt und durchlief bis zur A-Jugend alle Jugendmannschaften von Eintracht Frankfurt, deren Fußball-Internat er mit dem Abitur absolvierte. Von 1982 bis 1986 war Rompel dann beim FSV Frankfurt aktiv. 1985 bis 1987 spielte er bei Viktoria Aschaffenburg und 1987/88 bei den Kickers Offenbach – jeweils in der 2. Bundesliga. 1988/89 war Dietmar Rompel Vertragsamateur bei Eintracht Frankfurt. Dort kam er auch in der Bundesligamannschaft der Eintracht zum Einsatz, konnte sich dort jedoch nicht durchsetzen. In den folgenden Jahren spielte Rompel beim KSV Hessen Kassel, bei der SG Hoechst, dem SV Darmstadt 98, Rot-Weiss Frankfurt und Rot-Weiß Walldorf, wo er seine aktive Laufbahn beendete. Insgesamt brachte er es auf drei Bundesligaspiele und zwei Einsätze im Europapokal der Pokalsieger sowie 93 Spiele in der 2. Liga.

## Karriere als Trainer
Nach seiner aktiven Zeit arbeitete Dietmar Rompel als Trainer bei den Amateuren der Frankfurter Eintracht, beim VfB Unterliederbach sowie bis Ende 2009 beim KSV Klein-Karben. Im Januar 2010 wurde er Trainer der zweiten Mannschaft des SV Wehen Wiesbaden, wo er jedoch nach Saisonende wegen des enttäuschenden Abschneidens der Mannschaft wieder entlassen wurde. Rompel betreibt eine Fußballschule.